# Чемпионат Великобритании (снукер)
Чемпионат Великобритании по снукеру (англ. UK Snooker Championship) — профессиональный рейтинговый снукерный турнир, наиболее значимый и престижный после чемпионата мира.

## История
Чемпионат Великобритании был впервые проведён в 1977 году как турнир, открытый только для игроков, имеющих гражданство Великобритании. Пэтси Фэйган стал победителем первого розыгрыша, обыграв в финале Дуга Маунтджоя со счётом 12:9, и получил £ 2000.
Правила изменились в 1984, когда к турниру были допущены все профессионалы (хотя до 2005 только британцы и ирландцы выигрывали этот титул); также турнир получил статус рейтингового. С тех пор чемпионат Великобритании даёт больше очков, чем любой другой турнир, кроме, конечно, чемпионата мира.
На турнире было много памятных финалов. В 1980 состоялась первая из 73 побед Стива Дэвиса на профессиональных турнирах. В 1981 финал Дэвиса против Терри Гриффитса стал захватывающим, Дэвис выиграл — 16:3, а весь остаток сезона эти два игрока соревновались друг с другом (четыре финала подряд) перед их неожиданными проигрышами в 1982 на чемпионате мира в первом раунде. В 1983 Алекс Хиггинс победил Дэвиса, 16:15, после сухого проигрыша, 0:7, в конце первой сессии. Поражение Дэвиса в этом матче стало тогда едва ли не более памятным, чем проигрыш Деннису Тейлору на чемпионате мира 1985. В 1985 Вилли Торн показал настоящую выдержку в игре против Дэвиса, лидируя 13:10 на старте дневной сессии, но после этого промазал по простому синему шару и проиграл, 14:16. Эта победа оживила Дэвиса после его тяжёлого поражения на чемпионате мира. Торн с тех пор так и не выиграл ни одного рейтингового турнира. В 1988 Дуг Маунтджой сумел дать серьёзный бой набирающему силу Стивену Хендри и, благодаря силе воли и стремлению к победе, остановил молодого таланта, 16:12, а также стал самым старым победителем рейтингового турнира. Ещё удивительнее то, что он выиграл до этого Mercantile Credit Classic и стал на то время одним из четырёх игроков, которые сумели выиграть два турнира подряд. В 1989 Стивен Хендри выиграл у Стива Дэвиса так же легко, как последний побеждал несколькими годами ранее. В следующем году Хендри выиграл 16:15, и как и год назад опять повержен был не кто иной, как Дэвис. Стив отметил, что Хендри проявил удивительную выдержку. В 1993 уже сам Хендри был повержен в финале 17-летним Ронни О'Салливаном. О’Салливан тогда стал самым молодым чемпионом Великобритании за всю историю снукера (ему через неделю исполнилось 18). 
В 2005 Стив Дэвис впервые с 1990-го снова вышел в финал чемпионата Великобритании. Этот финал стал для него сотым в карьере. Играл Дэвис с Дин Цзюньхуэем и уступил ему, 6:10. На этом чемпионате была зафиксирована максимальная разница в возрасте финалистов (Дэвису было 48, а его сопернику лишь 18). Примечательно то, что Дэвис сделал наивысший брейк турнира за последние 23 года выступления — 145 очков. 
В 2009 году Дин Цзюньхуэй выиграл чемпионат Великобритании во второй раз в карьере. Помимо него, единственным игроком не из Британских островов, кто выигрывал этот турнир, является Нил Робертсон, победивший в 2013 и 2015 годах. 
В 2015 году в финале участвовали австралиец Нил Робертсон и Лян Вэньбо из Китая. Это был первый случай, когда в финале чемпионата Великобритании участвовали два зарубежных игрока. В 2021 году ситуация повторилась, только на этот раз в решающем матче сошлись китаец Чжао Синьтун и игрок из Бельгии Люка Бресель.
В разное время чемпионат Великобритании спонсировался самыми разными фирмами, такими как Coral, Tennents, Royal Liver Assurance, Liverpool Victoria, Travis Perkins, Maplin Electronics, Pukka-Pies, 12bet.com и на данный момент спонсируется компанией williamhill.com. Этот турнир показывает BBC по телевидению в прямом эфире, и проводится он в конце года (как правило, в начале-середине декабря).
Ронни О'Салливан в 2018 году стал первым и единственным семикратным чемпионом Великобритании. А в 2023 году - первым и единственным восьмикратным чемпионом.
На чемпионате Великобритании зафиксировано 12 максимальных брейков: дважды Стивен Хендри (1995 и 1999) и  Ронни О'Салливан (2007, 2014), по одному Вилли Торн (1987 — первый максимум на этом турнире), Питер Эбдон (1992), Ник Дайсон (2000), Дин Цзюньхуэй (2008), Джон Хиггинс (2012), Марк Селби (2013), Нил Робертсон (2015) и Марк Аллен (2016).

## Победители
| Год           | Победитель         | Финалист           | Счёт          | Сезон         |
| Нерейтинговый | Нерейтинговый      | Нерейтинговый      | Нерейтинговый | Нерейтинговый |
| ------------- | ------------------ | ------------------ | ------------- | ------------- |
| 1977          | Пэтси Фэйган (1)   | Дуг Маунтджой (1)  | 12:9          | 1977/78       |
| 1978          | Дуг Маунтджой (1)  | Дэвид Тейлор (1)   | 15:9          | 1978/79       |
| 1979          | Джон Вирго (1)     | Терри Гриффитс (1) | 14:13         | 1979/80       |
| 1980          | Стив Дэвис (1)     | Алекс Хиггинс (1)  | 16:6          | 1980/81       |
| 1981          | Стив Дэвис (2)     | Терри Гриффитс (2) | 16:3          | 1981/82       |
| 1982          | Терри Гриффитс (1) | Алекс Хиггинс (2)  | 16:15         | 1982/83       |
| 1983          | Алекс Хиггинс (1)  | Стив Дэвис (1)     | 16:15         | 1983/84       |
| Рейтинговый   |                    |                    |               |               |
| 1984          | Стив Дэвис (3)     | Алекс Хиггинс (3)  | 16:8          | 1984/85       |
| 1985          | Стив Дэвис (4)     | Вилли Торн (1)     | 16:14         | 1985/86       |
| 1986          | Стив Дэвис (5)     | Нил Фудс (1)       | 16:7          | 1986/87       |
| 1987          | Стив Дэвис (6)     | Джимми Уайт (1)    | 16:14         | 1987/88       |
| 1988          | Дуг Маунтджой (2)  | Стивен Хендри (1)  | 16:12         | 1988/89       |
| 1989          | Стивен Хендри      | Стив Дэвис         | 16:12         | 1989/90       |
| 1990          | Стивен Хендри      | Стив Дэвис         | 16:15         | 1990/91       |
| 1991          | Джон Пэррот        | Джимми Уайт        | 16:13         | 1991/92       |
| 1992          | Джимми Уайт        | Джон Пэррот        | 16:9          | 1992/93       |
| 1993          | Ронни О'Салливан   | Стивен Хендри      | 10:6          | 1993/94       |
| 1994          | Стивен Хендри      | Кен Доэрти         | 10:5          | 1994/95       |
| 1995          | Стивен Хендри      | Питер Эбдон        | 10:3          | 1995/96       |
| 1996          | Стивен Хендри      | Джон Хиггинс       | 10:9          | 1996/97       |
| 1997          | Ронни О'Салливан   | Стивен Хендри      | 10:6          | 1997/98       |
| 1998          | Джон Хиггинс       | Мэттью Стивенс     | 10:6          | 1998/99       |
| 1999          | Марк Уильямс       | Мэттью Стивенс     | 10:8          | 1999/00       |
| 2000          | Джон Хиггинс       | Марк Уильямс       | 10:4          | 2000/01       |
| 2001          | Ронни О'Салливан   | Кен Доэрти         | 10:1          | 2001/02       |
| 2002          | Марк Уильямс       | Кен Доэрти         | 10:9          | 2002/03       |
| 2003          | Мэттью Стивенс     | Стивен Хендри      | 10:8          | 2003/04       |
| 2004          | Стивен Магуайр     | Дэвид Грэй         | 10:1          | 2004/05       |
| 2005          | Дин Цзюньхуэй      | Стив Дэвис         | 10:6          | 2005/06       |
| 2006          | Питер Эбдон        | Стивен Хендри      | 10:6          | 2006/07       |
| 2007          | Ронни О'Салливан   | Стивен Магуайр     | 10:2          | 2007/08       |
| 2008          | Шон Мерфи          | Марко Фу           | 10:9          | 2008/09       |
| 2009          | Дин Цзюньхуэй      | Джон Хиггинс       | 10:8          | 2009/10       |
| 2010          | Джон Хиггинс       | Марк Уильямс       | 10:9          | 2010/11       |
| 2011          | Джадд Трамп        | Марк Аллен         | 10:8          | 2011/12       |
| 2012          | Марк Селби         | Шон Мёрфи          | 10:6          | 2012/13       |
| 2013          | Нил Робертсон      | Марк Селби         | 10:7          | 2013/14       |
| 2014          | Ронни О'Салливан   | Джадд Трамп        | 10:9          | 2014/15       |
| 2015          | Нил Робертсон      | Лян Вэньбо         | 10:5          | 2015/16       |
| 2016          | Марк Селби         | Ронни О'Салливан   | 10:7          | 2016/17       |
| 2017          | Ронни О'Салливан   | Шон Мёрфи          | 10:5          | 2017/18       |
| 2018          | Ронни О'Салливан   | Марк Аллен         | 10:6          | 2018/19       |
| 2019          | Дин Цзюньхуэй      | Стивен Магуайр     | 10:6          | 2019/20       |
| 2020          | Нил Робертсон      | Джадд Трамп        | 10:9          | 2020/21       |
| 2021          | Чжао Синьтун       | Люка Бресель       | 10:5          | 2021/22       |
| 2022          | Марк Аллен         | Дин Цзюньхуэй      | 10:7          | 2022/23       |
| 2023          | Ронни О'Салливан   | Дин Цзюньхуэй      | 10:7          | 2023/24       |
| 2024          | Джадд Трамп        | Барри Хокинс       | 10:8          | 2024/25       |

## По игрокам
| Игрок            | Всего | Год                                            |
| ---------------- | ----- | ---------------------------------------------- |
| Ронни О'Салливан | 8     | 1993, 1997, 2001, 2007, 2014, 2017, 2018, 2023 |
| Стив Дэвис       | 6     | 1980, 1981, 1984, 1985, 1986, 1987             |
| Стивен Хендри    | 5     | 1989, 1990, 1994, 1995, 1996                   |
| Джон Хиггинс     | 3     | 1998, 2000, 2010                               |
| Дин Цзюньхуэй    | 3     | 2005, 2009, 2019                               |
| Нил Робертсон    | 3     | 2013, 2015, 2020                               |
| Дуг Маунтджой    | 2     | 1978, 1988                                     |
| Марк Уильямс     | 2     | 1999, 2002                                     |
| Марк Селби       | 2     | 2012, 2016                                     |
| Джадд Трамп      | 2     | 2011, 2024                                     |